# Abrocoma vaccarum
```

```

Abrocoma vaccarum és una espècie de mamífer rosegador de la família dels abrocòmids. És endèmica de la província de Mendoza (Argentina). El seu hàbitat natural són zones de tipus puna dels altiplans andins, amb herba curta i arbustos petits. Es desconeix si hi ha cap amenaça significativa per a la supervivència d'aquesta espècie.